# Carr Vale
Carr Vale – wieś w Anglii, w hrabstwie Derbyshire, w dystrykcie Bolsover. Leży 36 km na północ od miasta Derby i 207 km na północny zachód od Londynu.